# 長電スイミングスクール

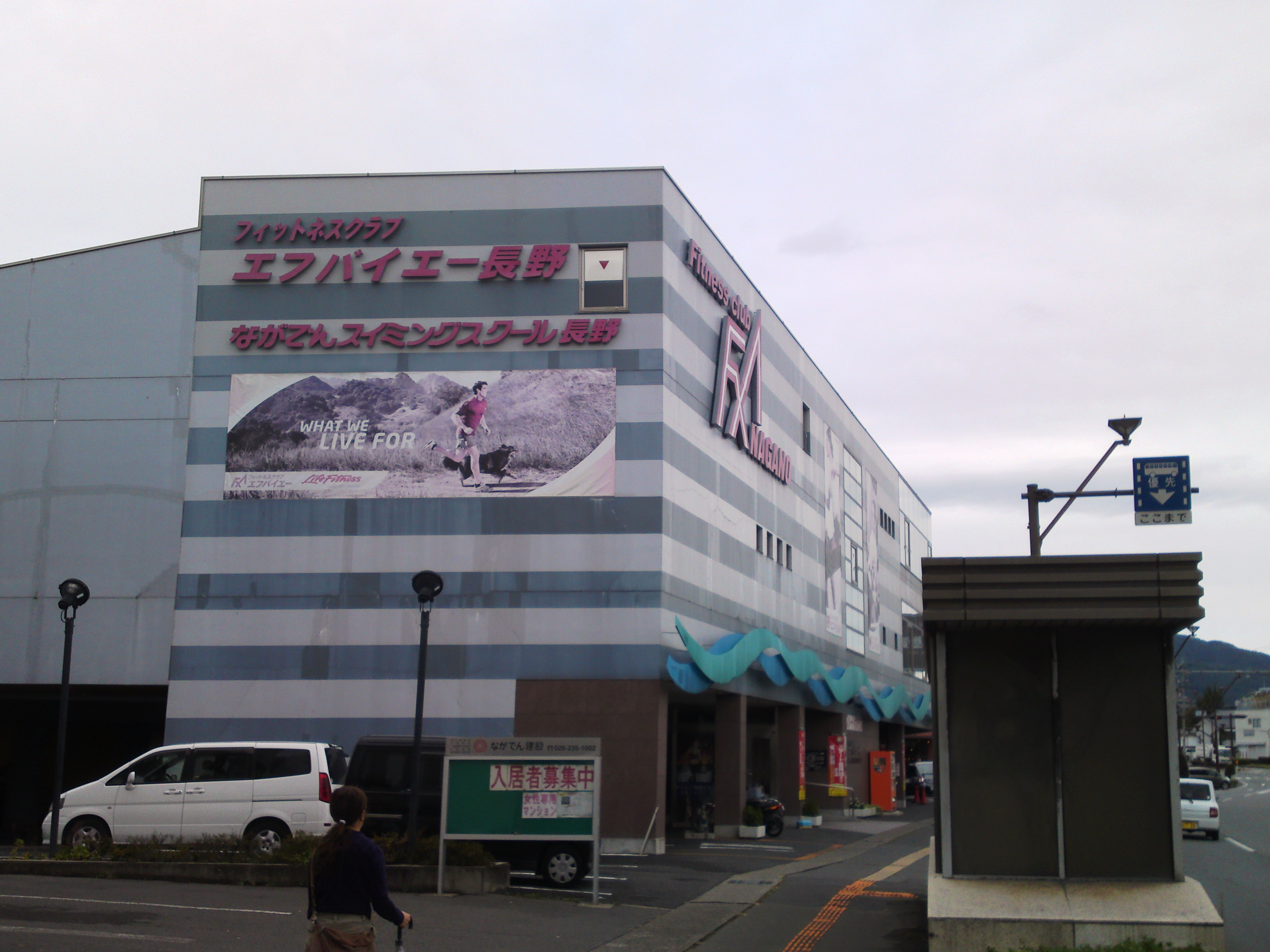
フィットネスクラブエフバイエー長野・ながでんスイミングスクール長野

長電スイミングスクール（ながでんスイミングスクール、英：Nagaden Swimming School）は、長野県北信地方に展開するスイミングスクール・フィットネスクラブ。長野電鉄子会社の株式会社ながでんウェルネスが運営する。

## 概要
野尻湖遊泳協会などからの要請を受け、長野市内3番目のスイミングスクールとして1981年（昭和56年）に開業した。当初は子ども向けの水泳指導を主としていたが、平成に入ってからは成人向けフィットネスに進出。2021年（令和3年）現在、主に子ども向けのスイミングスクールは「ながでんスイミングスクール」、成人向けトレーニングジムは「フィットネスクラブエフバイエー（FXA）」、成人向けスタジオレッスンは「ながでんカルチャー教室」というブランドで展開している。
現在営業している各校は、親会社である長野電鉄の駅前に立地している。

## 沿革
- 1981年（昭和56年）
  - 4月13日 - 株式会社長電スイミングスクール設立。当時の本社は長野市三輪田町1303
  - 9月14日 - 長野校を開校
- 1985年（昭和60年）9月1日 - 須坂校を開校
- 1987年（昭和62年）8月18日 - 中野校を開校
- 1989年（平成元年）7月3日 - 丸子校を開校
- 1996年（平成8年）3月27日 - 株式会社スポーツライフシステムをM&A
- 1999年（平成11年）7月2日 - 本社・長野校を現在地に移転し、「フィットネスクラブエフバイエー長野」を併設
- 2002年（平成14年） - 株式会社スポーツライフシステムを合併し、若里校として開校。「フィットネスクラブエフバイエー若里」を併設
- 2005年（平成17年） - 中野校を現在地に移転し、「フィットネスクラブエフバイエー中野」を併設
- 2009年（平成21年） - 丸子校を閉鎖
- 2017年（平成29年）
  - 6月 - 女性専用30分フィットネスエフバイエーLight須坂を開店（現存せず）
  - 7月1日 - 株式会社ながでんハートネット倶楽部に合併され、株式会社ながでんウェルネスに商号変更。各校は引き続き同社の一事業として運営される[3]
- 2020年（令和2年）12月28日 - 若里校「フィットネスクラブエフバイエー若里」を廃止し、トレーニングジムはエフバイエー長野に統合。成人のプール利用は「ながでんスイミングスクール若里」の成人会員に移行し、スタジオレッスンは「ながでんカルチャー若里教室」として分離する[4]。
- 2021年（令和3年）1月8日 - 長野校「フィットネスクラブエフバイエー長野」を「フィットネスクラブエフバイエー長野～健康 ZONE100～」に改称。長野校フィットネス会員数の8割を占めるという中高年層をターゲットにした内容・営業時間に改める。併せてスタジオレッスンは「ながでんカルチャー長野教室」として分離[5]。
- 2025年（令和5年）3月31日 - 若里校を閉鎖

## 店舗
- 長野校 - 長野県長野市三輪七丁目6番31号（長野電鉄 善光寺下駅前）
  - ながでんスイミングスクール長野　（子どもプール）
  - フィットネスクラブエフバイエー長野～健康 ZONE100～　（成人プール・成人トレーニングジム）
  - ながでんカルチャー長野教室　（成人スタジオレッスン）
- 須坂校 - 長野県須坂市須坂1607-7（長野電鉄 須坂駅前）
  - ながでんスイミングスクール須坂　（子どもプール・成人プール・成人トレーニングジム・成人スタジオレッスン）
- 中野校 - 長野県中野市西一丁目1番7号（長野電鉄 信州中野駅前）
  - ながでんスイミングスクール中野　（子どもプール）
  - フィットネスクラブエフバイエー中野　（成人プール・成人トレーニングジム・成人スタジオレッスン）